# 狐塚古墳 (京都市)
狐塚古墳（きつねづかこふん、大覚寺4号墳）は、京都府京都市右京区嵯峨大覚寺門前堂ノ前町にある古墳。形状は円墳。大覚寺古墳群を構成する古墳の1つ。史跡指定はされていない。

## 概要
| 順 | 古墳名               | 形状 | 規模    | 築造時期    | 陵墓・史跡 |
| -- | -------------------- | ---- | ------- | ----------- | ---------- |
| 1  | 1号墳 （円山古墳）   | 円墳 | 直径50m | 6c後半      | 陵墓参考地 |
| 2  | 3号墳 （南天塚古墳） | 円墳 |         | 6c後半-末   | （埋没）   |
| 3  | 4号墳 （狐塚古墳）   | 円墳 | 直径28m | 7c初頭-前半 | なし       |
| 3  | 2号墳 （入道塚古墳） | 方墳 | 25×30m  | 7c初頭-前半 | 陵墓参考地 |

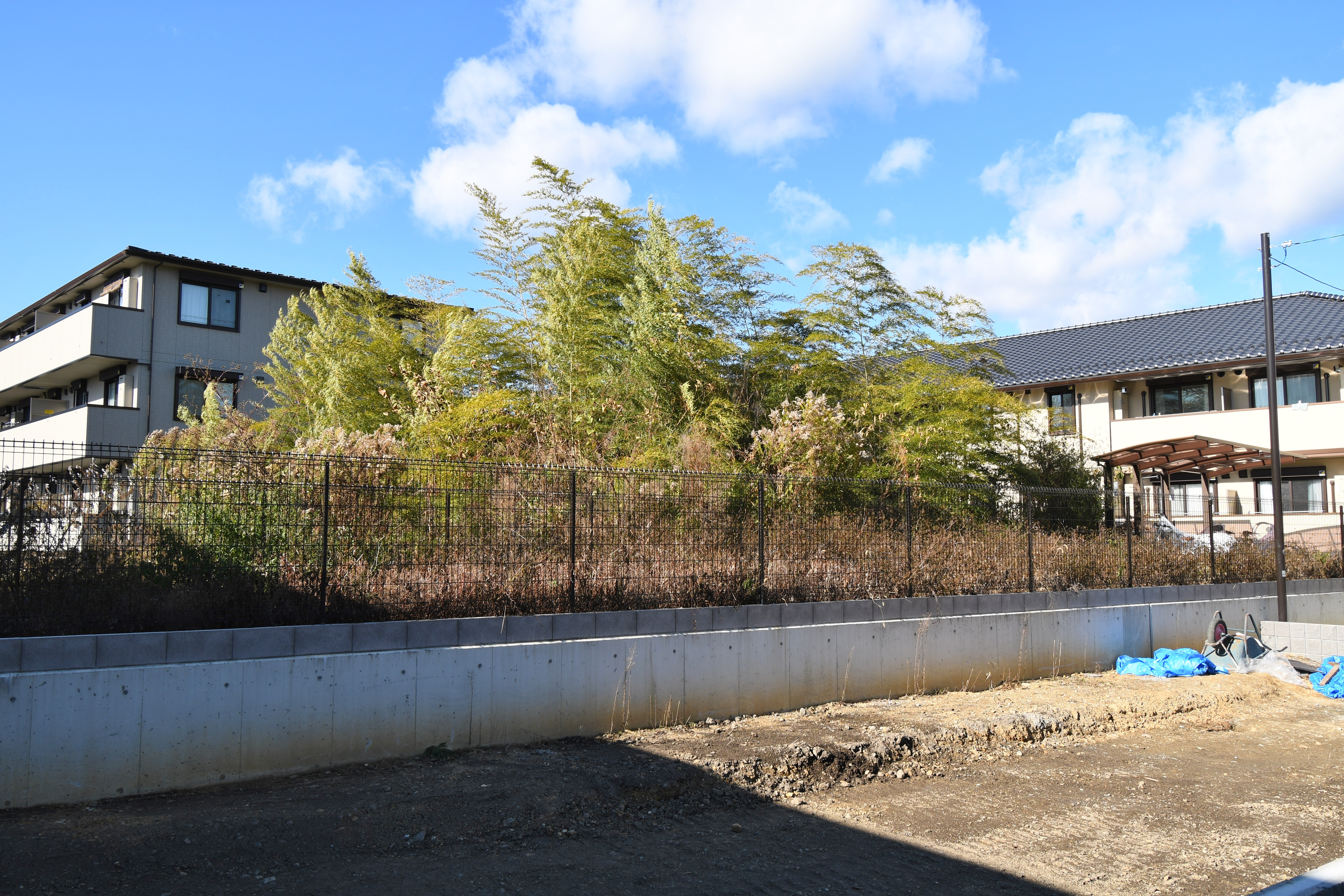
墳丘

京都盆地（山城盆地）西部の有栖川扇状地に築造された古墳である。一帯では4基の古墳が分布して大覚寺古墳群を形成し、本古墳はそのうち最南端に位置する。古くから石室が開口し、墳丘周囲裾部は削平されて宅地化が進んでいる。1970年（昭和45年）に測量調査が、2014年度（平成26年度）以降に測量・発掘調査が実施されている。
墳形は円形で（ただし方形の可能性も残る）、直径28メートル・高さ4.5メートルを測る。墳丘周囲には周溝が巡らされ、周溝を含めた古墳全体としては直径45メートル以上におよぶと推定される。埋葬施設は両袖式の横穴式石室で、南東方向に開口する。チャート自然石の巨石を用いて構築された石室になる。副葬品は明らかでないが、墳丘南側（石室前面裾）の発掘調査では須恵器片（坏身・坏蓋・高坏：TK43-209型式期）が検出されている。築造時期は古墳時代終末期の7世紀初頭-前半頃と推定される。
現在では石室内への立ち入りは制限されている。

## 遺跡歴
- 少なくとも近世期には開口（土師器皿の出土）[1]。
- 1936年（昭和11年）まで、石室開口部前面に稲荷社の祠が所在[1]。
- 1970年（昭和45年）、墳丘測量・石室実測調査：第1次調査（京都大学考古学研究室、1971年に報告）。
- 2014年度（平成26年度）、石室実測および羨道・前庭部の発掘調査：第2次調査（龍谷大学文学部考古学研究室、2016年に報告）[1]。
- 2015年度（平成27年度）、墳丘測量調査：第3次調査。方墳の可能性を示唆（龍谷大学文学部考古学研究室、2017年に報告）[5]。
- 2016年度（平成28年度）、墳丘東側の発掘調査：第4次調査（龍谷大学文学部考古学研究室、2018年に報告）[6]。
- 2018年度（平成30年度）、墳丘南側の発掘調査：第5次調査。須恵器片の出土（龍谷大学文学部考古学研究室、2020年に報告）[4]。
- 2020年度（令和2年度）、墳丘周辺試掘調査（京都市文化財保護課、2022年に報告）[3]。

## 埋葬施設
埋葬施設としては両袖式横穴式石室が構築されており、南東方向に開口する。石室の規模は次の通り。
- 石室全長：現存6.8メートル
- 玄室：長さ3.8メートル、幅2.0-2.4メートル、現在高さ2.1-2.3メートル
- 羨道：現存長さ3.0メートル、幅1.5メートル、現在高さ1.2メートル

石室の石材はチャートで（一部の小型石材に砂岩等）、自然石を使用して構築される。玄室の奥壁は各段1石の3段積みであるが、1段目は土砂の堆積のため詳らかとせず、3段目はやや持ち送る。側壁は各段2石の3段積みと推定されるが、奥壁同様に1段目は土砂の堆積のため詳らかとしない。縦目地・横目地を意識した様子はあまり見受けられず、隙間には小型石材を充填する。前壁は持ち送らず垂直に積む。玄門部の立柱石は1石。羨道は土砂の堆積のため詳らかとしない。

## 関連文献
（記事執筆に使用していない関連文献）
- 京都大学考古学研究会 編「各古墳の概要 > 狐塚古墳」『嵯峨野の古墳時代 -御堂ヶ池群集墳発掘調査報告-』京大考古学研究会出版事務局、1971年。
- 京都市 編「古墳時代 > 右京区」『史料京都の歴史 第2巻 考古』平凡社、1983年。